# Филарета (Бычкова)
Игумения Филарета (в миру — Стефанида Стефановна Бычкова; 1797, село Богородское, Мензелинский уезд, Оренбургская губерния — 2 марта 1890 года, Благовещенский женский монастырь, Уфа) — игуменья, основательница Уфимского Благовещенского женского монастыря.

## Биография
Родилась в 1797 году в селе Богородском (ныне — Бетьки, Тукаевский район, Республика Татарстан). С 1826 года состояла старшой сестрой в общине келейниц-черничек во главе с Варварой Стефановной Бычковой. С 1828 года — настоятельница общины.
В 1832 году, перебравшись в Уфу, старшая сестра Стефанида Стефановна просила епископа Оренбургского и Уфимского Аркадия (Фёдорова) ходатайствовать перед Святейшим Синодом о преобразовании общины села в монастырь, с его строительством в Уфе. С 1833 года ею приобретены дома в Успенской слободе Уфы, рядом с действующей приходской церковью Богоявления, на месте упразднённого в 1764 году Уфимского Успенского мужского монастыря.
18 марта 1838 года указом Святейшего Синода открыт Благовещенский женский общежительный монастырь 3-го класса. В 1838 году старшая сестра Стефанида Стефановна приняла монашество в сане игуменьи, и стала настоятельницей монастыря. Под её руководством построен монастырский комплекс с церквями во имя Святого князя Александра Невского (Александро-Невская церковь) и Благовещения Пресвятой Богородицы (Благовещенский храм), сестринским жилым корпусом и хозяйственными постройками, а также открыты золотошвейная, иконописная, ковровая и одеяльная мастерские, свечной завод.
В 1858 году сослана в Нижегородский Крестовоздвиженский женский монастырь: игуменья Филарета, выдавая в 1856 году замуж свою племянницу за священника И. Преображенского, дала ей приданое из монастырского имущества; также свою родную сестру она сделала вначале казначеем монастыря, а затем, в 1857 году, добилась для неё поста настоятельницы в Троицкой женской общине. Этот этап управления Уфимским Благовещенским монастырём, с 1856 по 1858 годы, достиг Святейшего Синода, в архиве которого сохранилось описание в более 300 листов.
С 1861 года — игуменья Ладанского Покровского женского монастыря в Полтавской губернии. В 1868 году ушла на покой. В 1877 году возвратилась в Уфимский Благовещенский монастырь.